# Мунира (мечеть, Кемерово)
Мечеть «Мунира» — мусульманская религиозная организация в городе Кемерово. Находится на проспекте Ленина.

## История
Мечеть открыли 21 октября 2008 года. Она строилась на средства кемеровчан всех национальностей и конфессий. Название «Мунира» мечеть получила в честь матери губернатора Кемеровской области Амана Тулеева, которая была известна как хороший и набожный человек и ушла из жизни в 2001 году.
Главным архитектором мечети является Александр Артемьевич Кривомазов. Здание новой мечети является трёхэтажным высотой 30 м. У мечети есть 2 минарета в арабском стиле, высота которых достигает 48 м. Купол мечети выполнен в самаркандском стиле, остальные части здания — в турецком. Общая площадь помещений мечети составляет 11 тысяч м2, они рассчитаны на 400 прихожан. Мечеть оборудована двумя лифтами. Для инвалидов-колясочников предусмотрены специальные пандусы. Вокруг мечети местность была облагорожена.
В мечети есть помещения для проведения бракосочетаний, конференц-зал, балкон для женщин, читальный зал, библиотека, магазин халяльных продуктов. По субботам и воскресеньям в мечети проводятся занятия по арабской каллиграфии, основам Ислама и чтению Корана, которые посещают до 100 человек.
Имамом-Хатыбом мечети является Рубин хазрат Муниров, а муадзином мечети с самого её открытия — Гардиев Абдульхамид хазрат.
Мечеть «Мунира» является городской достопримечательностью. Кроме неё в Кузбассе действуют ещё 6 мечетей, а также 8 молитвенных домов и комнат.